# Centaurium capense
Centaurium capense là một loài thực vật có hoa trong họ Long đởm. Loài này được Broome mô tả khoa học đầu tiên năm 1973.